# 貝敦鎮區 (明尼蘇達州華盛頓縣)
貝敦鎮區（英語：Baytown Township）是位於美國明尼蘇達州華盛頓縣的一個行政鎮區。

## 地方資料
貝敦鎮區的面積為24.83平方千米，當中陸地面積為20.82平方千米，而水域面積為4.01平方千米。根據2020年美國人口普查的數據，當地共有人口2088人，而人口密度為每平方千米84.09人。